# Дружина астронавта
«Дружина астронавта» (англ. The Astronaut's Wife) — американський фантастичний трилер 1999 р. режисера та сценариста Ренда Равіча. Головні ролі зіграли Джонні Депп і Шарліз Терон. Стрічку номіновано як найкращий фільм на Каталонському міжнародному кінофестивалі у Ситжесі в 1999 р.

## Сюжет
Двоє американських астронавтів — Спенсер Армакост (Джонні Депп) і Алекс Штрек (Нік Кассаветес) — у складі екіпажу шатла виконували на навколоземній орбіті чергове завдання, що входило до космічної програми НАСА. Під час ремонту супутника у відкритому космосі відбувається вибух, на 2 хв. центр космічних польотів втрачає зв'язок з екіпажем. Потім по командах із Землі двох останніх у відкритому космосі людей протягом півгодини намагаються повернути на борт корабля. В аварійному порядку шатл здійснює посадку на космодромі у Флориді, Спенсер і Алекс потрапляють під спостереження лікарів. Найбільше дісталося капітану Штреку, в якого навіть сталася клінічна смерть, але через пару днів Спенсер та Алекс благополучно повертаються додому.
Спенсера і його дружину Джилліан Армакост (Шарліз Терон) усі вважали однією з найбільш зразкових пар, але після цього нещасливого польоту Джилліан починає помічати зміни у характері чоловіка. Спенсер завжди говорив, що його поховають у небі, але після вибуху пішов зі служби і переїхав з дружиною до Нью-Йорка, де влаштувався в компанію Локхід Мартін, яка будує військові літаки, присвятивши себе бізнесу. На одній із вечірок гине Алекс Штрек, після чого вчиняє самогубство його дружина Наталі. Вона якось розповіла Джілліан, що Алекс також став відстороненим, до того ж таємно від неї чомусь щоночі розмовляє з радіоприймачем. Для Джилліан закінчилося спокійне життя: вона ніяк не може звикнути до великого міста, її не приваблюють світські раути, куди їх часто запрошують із чоловіком. Тест на вагітність дав позитивний результат, а ультразвук визначив — у неї буде двійня.
З Джилліан зустрівся доктор Шерман Різ (Джо Мортон), якого звільнили з НАСА, і представив їй неспростовні докази — відеоматеріали, аналіз голосу, фотографії, результати тестів — того, що її чоловік, як і покійний капітан Штрек, після тих злощасних кількох хвилин у відкритому космосі зазнали деяких змін. Наталі теж була вагітна двійнятами. Джилліан домовляється про зустріч із Різом, але Спенсер несподівано встигає на неї раніше і пропонує тому посидіти в барі. Більше Різа ніхто не бачив. Джилліан підозрює свою сестру Нен (Клеа Дювалл) в тому, що вона розповіла про все Спенсеру. Жінка потрапляє у сховище Різа, вивчає документи і погоджується з висновком колишнього співробітника НАСА, що в тіло її чоловіка і капітана Штрека потрапила якась інопланетна істота, котра прибула у Сонячну систему у вигляді радіохвилі. Тож як Спенсер, так і діти в її утробі вже не люди, їхня свідомість нелюдського характеру. Спенсер хоче побудувати космічний корабель, керований парою ідентичних комп'ютерів, які допомагають один одному, тобто своїми дітьми-близнюками.
За допомогою лікарського засобу Джилліан намагається зробити аборт, але чоловік раптово приїжджає і викидає її таблетки. Спенсер вбиває Нен. Джилліан відкриває крани, заливаючи водою помешкання, і тримає в руці радіо, погрожуючи, що вчинить самогубство. Спенсер підтверджує її висновки й потрапляє в пастку: Джилліан піднімає ноги з води, кидаючи радіо в калюжу на підлозі. Розряд струму вбиває Спенсера, але безтілесна інопланетна істота переходить в тіло самої Джилліан. Через кілька років вона, живучи нині під чужим ім'ям та вийшовши заміж за пілота винищувача, відправляє своїх хлопчиків до школи.
Фільм має також альтернативну кінцівку.

## Ролі
- Джонні Депп — командир Спенсер Армакост
- Шарліз Терон — Джилліан Армакост
- Джо Мортон — Шерман Різ, представник НАСА
- Клеа Дюваль — Нан
- Донна Мерфі — Наталі Стрек
- Нік Кассаветіс — капітан Алекс Стрек
- Саманта Еггар — доктор Патраба
- Гері Граббс — директор НАСА
- Блер Браун — Шеллі Макларен
- Том Нунан — Джексон Макларен
- Том О'Брайен — Аллен Додж
- Люсі Лін — Шеллі Картер
- Майкл Крідер — Пет Елліотт
- Едвард Керр — льотчик

## Критика
Фільм був неуспішним у прокаті. У перший уїк-енд він зібрав $4 027 003, американські збори склали $10 672 566, на зовнішніх ринках — $8 926 022, в результаті чого загальні касові збори склали $ 19 598 588. На Rotten Tomatoes з 57 рецензій 16% виявилися позитивними. Сайт Metacritic дав фільму 37 балів зі 100 на основі 17 оглядів.

## Цікаві факти
- Коли Спенсер перевіряє пульс Джилл на вечірці, він робить це не в тому місці. Пульс перевіряється нижче великого пальця, в той час як він перевіряє його під мізинцем Джилл.[4]
- Коли Джилліан їде до парку Вашингтон-сквер на метро, явно ніч і темно. Коли вона виходить з метро, блищить денне світло.[4]